# Arthur Treacher
Arthur Treacher, född 23 juli 1894 i Brighton, död 14 december 1975 i Manhasset i New York, var en brittisk skådespelare. Han kom till USA på 1920-talet och började sedermera filma i Hollywood där han mycket ofta fick göra roller som stereotyp engelsman. Han spelade exempelvis vid många tillfällen butler. På 1960-talet blev han bisittare till Merv Griffin i dennes TV-show The Merv Griffin Show.
Han har tilldelats en stjärna på Hollywood Walk of Fame på adressen 6274 Hollywood Blvd.

## Filmografi (i urval)
- 1934 – Vårflugan
- 1934 – The Key
- 1934 – Ett skepp kommer lastat...
- 1934 – Madame Du Barry
- 1935 – Lilla hjärtetjuven
- 1935 – En midsommarnattsdröm
- 1935 – En läkares samvete
- 1936 – Thank You, Jeeves!
- 1936 – Samhällets fiende no 13
- 1936 – Satan Met a Lady
- 1936 – På de anklagades bänk
- 1937 – På hal is
- 1937 – Heidi
- 1939 – Lilla prinsessan
- 1943 – Till nu och för evigt
- 1943 – Synda på nåden
- 1944 – Vi grevar och baroner
- 1944 – Över alla hinder
- 1964 – Mary Poppins